# Akulliit Partiiat
Akulliit Partiiat (dansk: Centerpartiet) var et politisk parti i Grønland, der blev stiftet i 1990 af Nuuks tidligere borgmester Bjarne Kreutzmann og ønskede at repræsentere en midtervej mellem Siumut og Atassut ved at kombinere en liberal  økonomiske politik med ønsket om større uafhængighed i forhold til Danmark. Et stærkt privat erhvervsliv skulle danne grundlag for en fremtidig selvstændighed og bloktilskuddet skulle aftrappes. Partiet vandt to mandater ved landstingsvalget 1991, som det beholdt ved valget i 1995. I 1998 gik partiet reelt i opløsning, og Kreutzmann opstillede ved landstingsvalget i 1999  for Siumut. 